# Hubertus Heil
Hubertus Heil (Hildesheim, 3 novembre 1972) è un politico tedesco.
Nel 2005 è diventato segretario generale del Partito socialdemocratico tedesco (SPD), dimettendosi nel novembre 2009. Dopo la nomina di Katarina Barley a ministro federale, è tornato brevemente in carica dal 2 giugno all'8 dicembre 2017. 
Il 14 marzo 2018, Heil è stato nominato Ministro federale del lavoro e degli affari sociali nel quarto governo Merkel, ruolo che ha mantenuto anche nel Governo Scholz, fino al 6 maggio 2025.